# Tehuantepec (territorium)
Tehuantepec was een federaal territoruim van Mexico op de Landengte van Tehuantepec. Het territorium bestond van 1853 tot 1857.
Het territorium werd gecreëerd door president Antonio López de Santa Anna op verzoek van Che Gorio Melendre, een lokale heerser uit de plaats Juchitán die Santa Anna had bijgestaan in diens machtgreep. De staten Oaxaca en Veracruz moesten grondgebied afstaan voor de vorming van het territorium, en de haven Minatitlán aan de Golf van Mexico werd de hoofdstad. Santa Anna hoopte over de Landengte van Tehuantepec een spoorlijn of kanaal aan te kunnen leggen, maar deze plannen bleken onhaalbaar.
Met de proclamatie van de grondwet van 1857, twee jaar na de val van Santa Anna, werd het territorium opgeheven.